# Feuilletonroman
Unter einem Feuilletonroman (auch: Zeitungsroman, Illustriertenroman) versteht man einen Roman, dessen einzelne Kapitel in einer Publikumszeitschrift veröffentlicht werden. Auf die serielle Veröffentlichung folgt später oft auch eine Buchveröffentlichung. Im 19. Jahrhundert war der Feuilletonroman in einigen Teilen Europas die vorherrschende Form der Erstpublikation von Romanen. Große Popularität haben damit u. a. Eugène Sue und Alexandre Dumas der Ältere erlangt. Obwohl die serielle Publikation Texte mit kurzen Spannungsbögen und Cliffhangern ‒ also tendenziell Unterhaltungs- und Trivialliteratur ‒ begünstigt, haben auch einige Meisterwerke der Weltliteratur als Feuilletonromane begonnen, darunter etwa die Arbeiten von Gustave Flaubert, Lew Tolstoi und Fjodor Dostojewski.

## Begriffsabgrenzung
Der Feuilletonroman ist ein Sonderfall des Fortsetzungsromans (Synonym: Fortsetzungsgeschichte). Neben Romanen, die kapitelweise in Zeitschriften veröffentlicht wurden, gibt es z. B. auch Romane, die von Buchverlagen in einzelnen Lieferungen vermarktet wurden.
Wenn die Publikation eines größeren erzählerischen Textkorpus nicht Kapitel für Kapitel, sondern in größeren Einheiten, die unabhängig voneinander gelesen werden können, und nicht in einer Zeitschrift, sondern in selbstständigen Büchern oder E-Books erfolgt, spricht man nicht von einem Feuilleton- oder Fortsetzungsroman, sondern von einem Werkzyklus, z. B. einer Trilogie.

## Geschichte des Feuilletonromans

### Frankreich
Früher als in anderen europäischen Ländern fand der Feuilletonroman im Frankreich weite Verbreitung. Ein frühes Beispiel war Honoré de Balzacs kurzer Roman La Vieille Fille, der 1837 in der Tageszeitung La Presse erschien. Balzac hatte bereits seit 1830 (El Verdugo) Prosawerke in Zeitschriften veröffentlicht.
Als der erfolgreichste jemals veröffentlichte Feuilletonroman gilt Die Geheimnisse von Paris, den Eugène Sue vom 19. Juni 1842 bis zum 15. Oktober 1843 in 90 Fortsetzungen im Journal des débats veröffentlichte. In derselben Zeitschrift erschien später auch Alexandre Dumas’ Roman Der Graf von Monte Christo (1844‒1846). Zuvor hatte er bereits Die drei Musketiere als Feuilletonroman veröffentlicht (1844, in der Tageszeitung Le Siècle). Auch George Sand hat wiederholt Feuilletonromane geschrieben.
Im 20. Jahrhundert veröffentlichte Maurice Leblanc Abenteuer des Meisterdiebes Arsène Lupin als Fortsetzungsromane (1905 ff. in der Zeitschrift Je sais tout).

### Deutschsprachiger Raum

#### Pionier
Ein deutscher Pionier des Feuilletonromans war Georg Greflinger, der in Hamburg 1664 den Nordischen Mercurius begründete. In drei Folgen publizierte Greflinger darin eine deutsche Übersetzung von Henry Nevilles frivoler Robinsonade Entdeckung der Insel Pines (Original 1668).

#### Bis zum 20. Jahrhundert
Georg Weerth hatte mit seinem satirischen Werk Leben und Thaten des berühmten Ritters Schnapphahnski bei der Neuen Rheinischen Zeitung großen Erfolg. Der Roman erschien während der Märzrevolution im Zeitraum vom 8. August 1848 bis zum 21. Januar 1849. 1850 veröffentlichte die Kölnische Zeitung die Romane Namenlose Geschichten von Friedrich Wilhelm Hackländer und Der Bauernfürst von Levin Schücking.
Das für die Fortsetzungsliteratur bedeutendste Organ Deutschlands wurde in den 1850er Jahren unter der Herausgeberschaft von Ernst Keil die Familienwochenschrift Die Gartenlaube. Nachdem hier zunächst nur kürzere Prosawerke in Fortsetzungen veröffentlicht worden waren, folgten von 1861 an auch Romane, beginnend mit zwei Arbeiten von Otto Ruppius (Ein Deutscher, 1861; Zwei Welten, 1862), Fanny Lewalds Der Letzte seines Stammes (1862) und Hermann von Schmids Der bairische Hiesel (1865). E. Marlitt, deren äußerst populäres Prosawerk fast exklusiv in der „Gartenlaube“ veröffentlicht wurde, trieb die Verkaufszahlen von 1865 an um ein Vielfaches in die Höhe. Weitere produktive Romanautoren der „Gartenlaube“ wurden nach ihr Wilhelmine von Hillern, Levin Schücking, Elisabeth Bürstenbinder (alias E. Werner), Friedrich Spielhagen, Stefanie Keyser, Ludwig Ganghofer, Ernst Eckstein, Wilhelmine Heimburg, Sophie Junghans, Ida Boy-Ed und Marie Bernhard. Die Buchausgaben folgten gleich nach der seriellen Veröffentlichung in Keils eigenem Buchverlag.
Der Österreicher Ludwig Anzengruber hat seine beiden wichtigsten Romane, Der Schandfleck (1876) und Der Sternsteinhof (1884), zunächst als Fortsetzungsromane in der von ihm selbst redigierten zweiwöchentlich erscheinenden Familienzeitschrift Die Heimat veröffentlicht.
Ein weiteres für den Feuilletonroman bedeutendes Organ war die zweiwöchentlich erscheinende Illustrierte Zeitschrift für die Deutsche Familie, Universum, die seit 1885 zunächst vom Dresdner Verlag Alfred Hauschild getragen und 1896 vom Leipziger Reclam-Verlag aufgekauft wurde, der sie unter dem neuen Namen Reclams Universum bis 1944 fortsetzte. In der Zeitschrift, die in Auflagen von bis zu 75.000 Exemplaren erschien, erfolgte unter anderem die Erstveröffentlichung von Cécile (Theodor Fontane, 1886) und von Die Falkner vom Falkenhof (Eufemia von Adlersfeld-Ballestrem, 1890).
Franz Eugen Schlachter brachte in seiner evangelischen Zeitschrift Brosamen von des Herrn Tisch in den Jahren von 1888 bis 1907 regelmäßig Fortsetzungsgeschichten, die er dann später als Bücher herausgab, wie z. B. Resli, der Güterbub.

#### 20. Jahrhundert
Jakob Wassermann veröffentlichte 1925 seinen Roman Laudin und die Seinen in Fortsetzungen in der Vossischen Zeitung. Zwei Jahre zuvor hatte Joseph Roths Spinnennetz in der Wiener Arbeiter-Zeitung zu erscheinen begonnen.
In der Bundesrepublik der Nachkriegszeit war der Illustriertenroman ein verbreitetes Genre, das in Illustrierten in Fortsetzungen erschien.

#### Weitere Beispiele
- Das Petermännchen von Christian Heinrich Spieß, 1791–1792 in der Zeitschrift Apollo
- Mimili von Heinrich Clauren, 1816 in Der Freimüthige oder Unterhaltungsblatt für gebildete, unbefangene Leser
- Der Schatz im Silbersee von Karl May, 1890–1891 in der Zeitschrift Der gute Kamerad
- Zwischen neun und neun von Leo Perutz, 1918 in Berliner Tageblatt
- Die Macht der Drei von Hans Dominik, 1921/22 in der Zeitschrift Die Woche
- Kai aus der Kiste von Wolf Durian, 1924 in der Zeitschrift Der heitere Fridolin
- Im Westen nichts Neues von Erich Maria Remarque, seit November 1928 in der Vossischen Zeitung veröffentlicht

#### Gegenwart
Andreas Eschbach schreibt im „Making of“ seines Fortsetzungsromans „Exponentialdrift“, der ursprünglich in der Frankfurter Allgemeinen Sonntagszeitung veröffentlicht worden war: „Völlig falsch eingeschätzt haben alle Beteiligten, glaube ich, das Bedürfnis nach der Form des Fortsetzungsromans. Es stimmt, seit Charles Dickens hat das niemand mehr gemacht – aber vermutlich aus gutem Grund. Ich schließe dies aus der Resonanz, die ich bekommen habe. Fast jeder, der mir zu „Exponentialdrift“ schrieb, beklagte sich darüber, nur ein so kurzes Stück Text zu lesen zu kriegen und dann wieder eine Woche warten zu müssen. Viele äußerten, dass sie das als Zumutung empfanden. […] Es mag sein oder auch nicht, dass immer weniger gelesen wird, aber ich glaube, wenn jemand liest, tut er dies schneller und mit höheren Ansprüchen als früher. Vor diesem Hintergrund waren die Folgen entschieden zu kurz, sowohl was das Leseerlebnis als auch die gestalterischen Möglichkeiten anbelangte. Ich glaube, dass der klassische Fortsetzungsroman – einige wenige Spalten in einer Zeitung – eine überholte Form ist.“

### Russland
Fjodor Dostojewski hat den größten Teil seines Werks, noch vor der Publikation in Buchform,  in Zeitschriften veröffentlicht. Außer Der Spieler (1866) erschienen all seine Romane zunächst als Feuilletonromane: Arme Leute (1846) in der Zeitschrift Peterburgski Sbornik, Njetotschka Neswanowa (1849) und Der Jüngling (1875) in Otetschestwennye Sapiski, Erniedrigte und Beleidigte (1861) in Wremja, Schuld und Sühne (1866), Der Idiot (1868), Die Dämonen (1871) und Die Brüder Karamasow (1879‒1880) in Russki Westnik. Dostojewski schrieb meist unter mehr oder weniger großem Termindruck, d. h. während die ersten Kapitel bereits gedruckt wurden, hatte er spätere Kapitel zwar schon konzipiert, aber noch nicht geschrieben.
Gontscharow hat seinen Roman Oblomow (1859) in Otechestvennye Sapiski seriell publiziert. In Russki Westnik erschienen auch Turgenews Roman Väter und Söhne (1862) sowie Tolstois Krieg und Frieden (1865‒1869) und Anna Karenina (1875‒1877).

### Japan
Auch in Japan handelt es sich bei den Feuilleton-Romanen – japanisch „Shimbun-Shōsetsu“ (新聞小説) – um Romane, die in 100 bis 300 Teile – jeweils einige hundert Wörter, gelegentlich illustriert – in Zeitungen abgedruckt werden. Zeitungen entwickelten sich schnell nach der Meiji-Restauration 1869, wobei es zwei Zeitungstypen gab: die sogenannte „Großen Zeitungen“ (大新聞, Ōshimbun), die sich hauptsächlich mit Politik beschäftigten, und die sogenannte „Kleinen Zeitungen“ (小新聞, Koshimbun), die sich mit dem Tagesgeschehen, mit Straftaten, vermissten Personen beschäftigten und dazu Rat und Unterhaltung anboten.
Die Herausgeber und Schreiber der „Kleinen Zeitungen“ schrieben im herkömmlichen Stil, bekannt als „Gesaku“, anekdotische, belehrende oder auch humorvolle Kurzgeschichten, woraus sich schließlich die Fortsetzungsromane entwickelten. Als erste bekannte Fortsetzungsromane gelten „Iwata Yasuhachi no hanashi“ – „Die Geschichte von Iwata Zasuhachi“, verfasst wohl von Maeda Kosetsu (前田 香雪; 1841–1916), der 1875 in der Zeitung „Hiragana eiji shimbun“ erschien, und „Torioi Omatsu no den“ (鳥追お松の伝) – „Die Geschichte von Torioi Omatsu“ 1877 bis 1878 von Kubota Hikosaku (久保田 彦作; 1846–1898) sind die Prototypen. Da sich die Fortsetzungsromane für diese Zeitungen als erfolgreich erwiesen, begannen auch die „Großen Zeitungen“ mit politischen Fortsetzungsromanen und mit Übersetzungen ausländischer Romane in dieser Form. Mit der Zeit verschwanden ganz allgemein die Unterschiede zwischen den beiden Zeitungstypen.
Die Jahre ab 1907, als der Schriftsteller Natsume Sōseki zuständig für die Literaturseiten in der Zeitung Asahi Shimbun wurde, bis 1918 waren das Goldene Zeitalter der Fortsetzungsromane. Von Natsume erschien „Gubi jinsō“ (虞美人草) 1907, von Izumi Kyōka „Onna Keizu“ (婦系図), von Shimazaki Tōson „Haru“ (春) usw. So wurden die meisten literarischen Klassiker, die in der Zeit geschrieben wurden, zuerst in dieser Form veröffentlicht. In den Jahren nach dem 1. Weltkrieg sank die Qualität der Serien, es entstanden die „Taishū shōsetsu“ (大周小説), Romane im volkstümlichen Stil.
Nach dem 2. Weltkrieg erschienen in den Zeitungen in rascher Folge Fortsetzungsromane, wobei das aufkommende Fernsehen zwar wieder das Interesse sinken ließ, doch hat sich dieser Publikationstyp bis in die Gegenwart erhalten. Von dem 1990 mit dem Akutagawa-Preis ausgezeichneten Autor Noboru Tsujihara (辻原 登; * 1945) erschien „Tobe Kirin“ (翔べ麒麟) – „Springe Kirin!“ von 1997 bis 1998, der erste Zeitungsroman von Masahiro Mita (* 1948) „Koisuru Kazoku“ (恋する家族) – „Verliebte Familie“ erschien von 1997 bis 1998, von Shigematsu Kiyoshi (重松 清; * 1963) wurde das mit dem „Yamamoto-Shūgorō-Preis“ ausgezeichnete Werk „Age“ (エイジ) 1998 abgedruckt. Vom Kinderbuchautor Yoshitomo Imae (今江 祥智; 1932–2015) erschien im Jahr 2000 der Zeitungsroman „Tamoto no naka“ (袂のなかで) – „In der Ärmeltasche“, von Genichiro Takahashi (高橋 源一郎; * 1951)  erschien von 2000 bis 2001 „Kannō shōsetsuka“ (官能小説家) – „Der sinnliche Schriftsteller“, und so weiter.

### Weitere Länder
- Vereinigtes Königreich:

- Oliver Twist von Charles Dickens, 1837–1839 in der Zeitschrift Bentley’s Miscellany
- Das Mysterium von Notting Hill von Charles Warren Adams, 1862 in Once a Week
- Der Monddiamant von Wilkie Collins, 1868 in Charles Dickens’ Zeitschrift All the Year Round
- Das Bildnis des Dorian Gray von Oscar Wilde, 1890 in Lippincott’s Monthly Magazine
- Der Hund von Baskerville von Arthur Conan Doyle, 1901–1902 in The Strand Magazine

- Vereinigte Staaten

- Onkel Toms Hütte von Harriet Beecher Stowe, 1851 in The National Era
- Benito Cereno von Herman Melville, 1855 in Putnam's Monthly Magazine
- Bildnis einer Dame von Henry James, 1880/1881 in The Atlantic und Macmillan's Magazine
- Una im Garten von Lucy Maud Montgomery, 1909/1910 in The Housekeeper (Minneapolis)
- Der Malteser Falke von Dashiell Hammett, 1929 in Black Mask

- Norwegen:

- Synnøve Solbakken von Bjørnstjerne Bjørnson, 1857 in Illustreret Folkeblad
- Hunger von Knut Hamsun, 1888 Veröffentlichung der ersten Kapitel in der Zeitschrift Ny Jord

- Pinocchio von Carlo Collodi, 1881 in Giornale per i bambini (Italien)
- Die Mörderin von Alexandros Papadiamantis, 1903 in Panathínäa (Παναθήναια) (Griechenland)
- Die Bauern von Władysław Reymont, 1902–1908 in der Warschauer Zeitschrift Tygodnik Illustrowany (Polen; Nobelpreis für Literatur 1924)
- Das Heim und die Welt von Rabindranath Tagore, 1915/1916 in der Zeitschrift Sabuy Patra (Indien; Nobelpreis für Literatur 1913)

## Fortsetzungsromane jenseits des Feuilletons

### Lieferungsroman
Der Feuilletonroman ist nicht die einzige Form des Fortsetzungsromans. Charles Dickens etwa hat seine Romane Die Pickwickier (1836–1837) und David Copperfield (1849–1850) ohne Mitwirkung von Publikumszeitschriften in monatlichen Lieferungen über die Londoner Verlage Chapman & Hall und Bradbury & Evans veröffentlicht. In England wurde die sequenzielle Veröffentlichung einzelner Buchteile seit dem frühen 17. Jahrhundert praktiziert und als fascicles bezeichnet. Wohlhabende Käufer ließen die gesammelten Lieferungen für ihren eigenen Gebrauch oft von einem Buchbinder binden.
Im deutschsprachigen Raum hat Karl May mehrere seiner frühen Romane, darunter etwa Der verlorne Sohn (1884–1886), als vielteilige Lieferungsromane beim Verlag Heinrich Gotthold Münchmeyer publiziert.

### Serielle Publikation im Internet
Ein Versuch, den Fortsetzungsroman neu zu beleben, gelang 2016 dem Autor Tilman Rammstedt, der zusammen mit dem Hanser Verlag den Roman „Morgen mehr“ veröffentlichte. Im Gegensatz zum klassischen Fortsetzungsroman benutzte das Team um Rammstedt das Internet als Medium für die Verbreitung des Romans. Durch ein kostenpflichtiges Abonnement erhielt der Leser jeden Tag zwei Seiten des Romans per E-Mail, WhatsApp oder Online.

### Fortsetzungsroman
- Hans Bohrmann: Fortsetzungsroman. In: Severin Corsten u. a. (Hrsg.): Lexikon des gesamten Buchwesens. Band 2: Buck – Foster. 2. Auflage. Anton Hiersemann, Stuttgart 1995, ISBN 3-7772-8911-6, S. 637–638.

### Feuilletonroman
- Walburga Hülk: Als die Helden Opfer wurden. Grundlagen und Funktion gesellschaftlicher Ordnungsmodelle in den Feuilletonromanen „Les Mystères de Paris“ und „Le Juif errant“ von Eugène Sue. Winter, Heidelberg 1985, ISBN 3-533-03686-3.
- Ernst Meunier, Hans Jessen: Das deutsche Feuilleton. Verlag Carl Duncker, Berlin 1931.
- Hans-Jörg Neuschäfer, Dorothee Fritz-El Ahmad, Klaus-Peter Walter: Der französische Feuilletonroman: die Entstehung der Serienliteratur im Medium der Tageszeitung. Wissenschaftliche Buchgesellschaft, Darmstadt 1986, ISBN 3-534-01806-0.
- Wilmont Haacke: Handbuch des Feuilletons, drei Bände. Lechte, Emsdetten 1951–1953.
- Johanna Maria Pekarek: Der Zeitungsroman in der Wiener Tagespresse 1918–1938 unter Berücksichtigung der Entwicklung seit 1945. Dissertation. Universität Wien, Wien 1953.
- S. Noma (Hrsg.): shimbun shōsetsu. In: Japan. An Illustrated Encyclopedia. Kodansha, Tokio 1993, ISBN 4-06-205938-X, S. 1371.

### Illustriertenroman
- Walter Hollstein: Betrogene Sehnsucht: das Menschenbild im deutschen Illustriertenroman, 1955-1962. in Kommission Verlag Regensberg, 1969.
- Walter Hollstein: Der deutsche Illustriertenroman der Gegenwart. UTB Francke, 1973, ISBN 978-3-7720-1007-1.
- Rosemarie K. Lester: Trivialneger. Das Bild des Schwarzen im westdeutschen Illustriertenroman. Akademischer Verlag H.-D. Heinz, 1982, ISBN 978-3-88099-128-6.
- Michael Schornstheimer: Die leuchtenden Augen der Frontsoldaten – Nationalsozialismus und Krieg in den Illustriertenromanen der fünfziger Jahre. Metropol, Berlin 1995, ISBN 3-926893-05-2.
- Marianne Jabs-Kriegsmann: Deutsche Legenden. Geschichte und Zeitgeschichte im deutschen Illustriertenroman 1945—1977. Frankfurt am Main u. a.: Lang 1995.